# Sault-Sainte-Marie (Ontario)
Pour les articles homonymes, voir Sault Sainte-Marie.
Sault-Sainte-Marie (officiellement Sault Ste. Marie) est une municipalité ontarienne (Canada).

## Situation
Sault-Sainte-Marie se trouve à la frontière américaine qui est marquée à cet endroit par la rivière Sainte-Marie. Elle est connectée par un pont international situé au niveau des écluses du Sault, à sa ville voisine du même nom, localisée de l'autre côté du cours d'eau au Michigan.
La ville est le centre administratif du district d'Algoma.

## Histoire
La route fluviale vers l’Ouest est empruntée par les expéditions vers l’Ouest. René-Robert Cavelier de La Salle et Daniel Greysolon sieur du Lhut explorent les lacs Supérieur et Michigan, ainsi que le fleuve Mississippi de 1679 à 1682. Les explorateurs s’intéressent aux richesses minières des rives des lacs Supérieur et Huron, dont Brûlé qui s’intéresse au cuivre près du Sault, mais Jean Talon, l’intendant de la Nouvelle-France est d’avis qu’il faut trouver une « route plus facile que la route habituelle » pour transporter le minerai avant de se lancer dans l’extraction.
Suivant des visites au « Sault » par Étienne Brûlé en 1618 et en 1622, le père Isaac Jogues en 1641, ainsi que Médart Chouart des Groseillers et de Pierre-Esprit Radisson en 1659, le jésuite Jacques Marquette établit la mission du Sault Sainte-Marie du Sault en 1668. Jacques Marquette et de Louis Jolliet travaillent à la conversion d’Algonquins à Sault-Sainte-Marie et fondent la mission Saint-Ignace sur la rive nord du détroit entre les lacs Michigan et Huron en 1670.
C'est ici que le sieur de Saint Lusson, prit possession de la région des Grands Lacs au nom du roi Louis XIV, lors d'une cérémonie tenue le 14 juin 1671.
Déplacé sur la rive sud du détroit en 1715, Michilimackinac comprend environ 700 Autochtones, une centaine de soldats, des commerçants et une centaine de coureurs de bois.

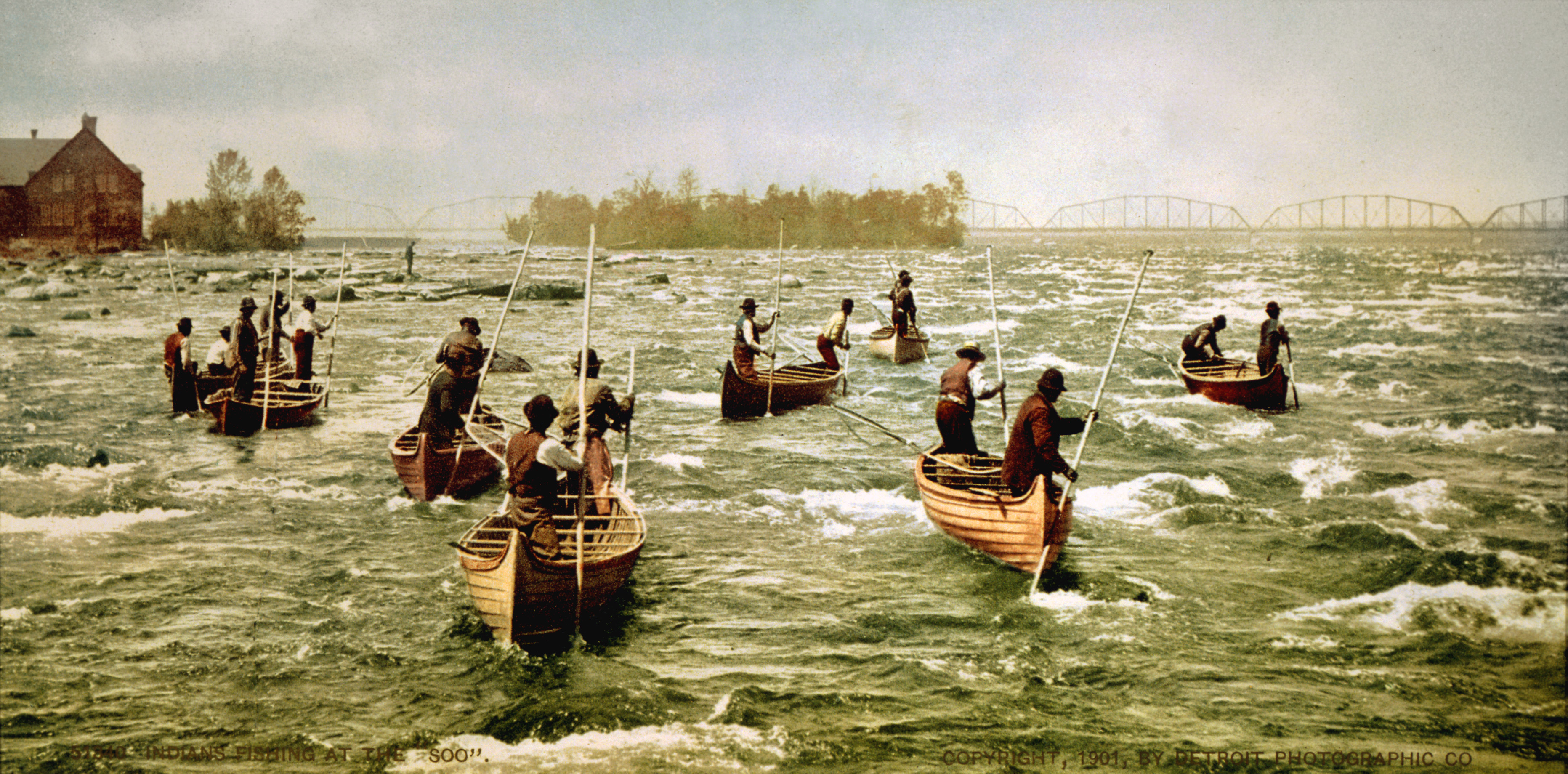
Indiens pêchant au Soo. Le Soo fait probablement référence aux villes jumelles de Sault-Sainte-Marie, dans le Michigan et l'Ontario, et aux rapides de la rivière Sainte-Marie qui les séparent. Le pont à l'arrière-plan est le pont ferroviaire international de Sault-Sainte-Marie, construit en 1887.

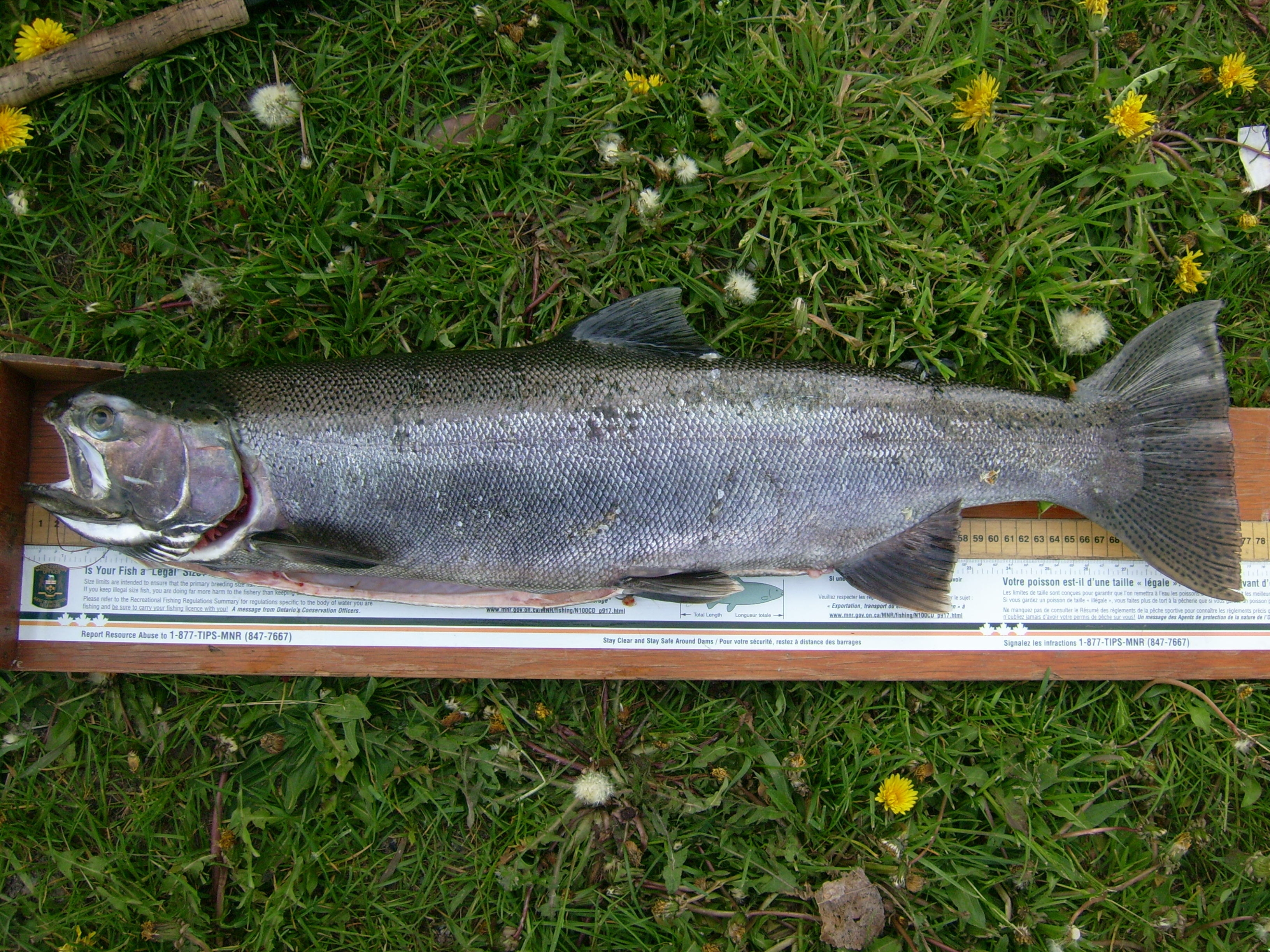
Truite arc-en-ciel (Oncorhynchus mykiss), rivière Sainte-Marie, lac Huron. Espèce introdruite.

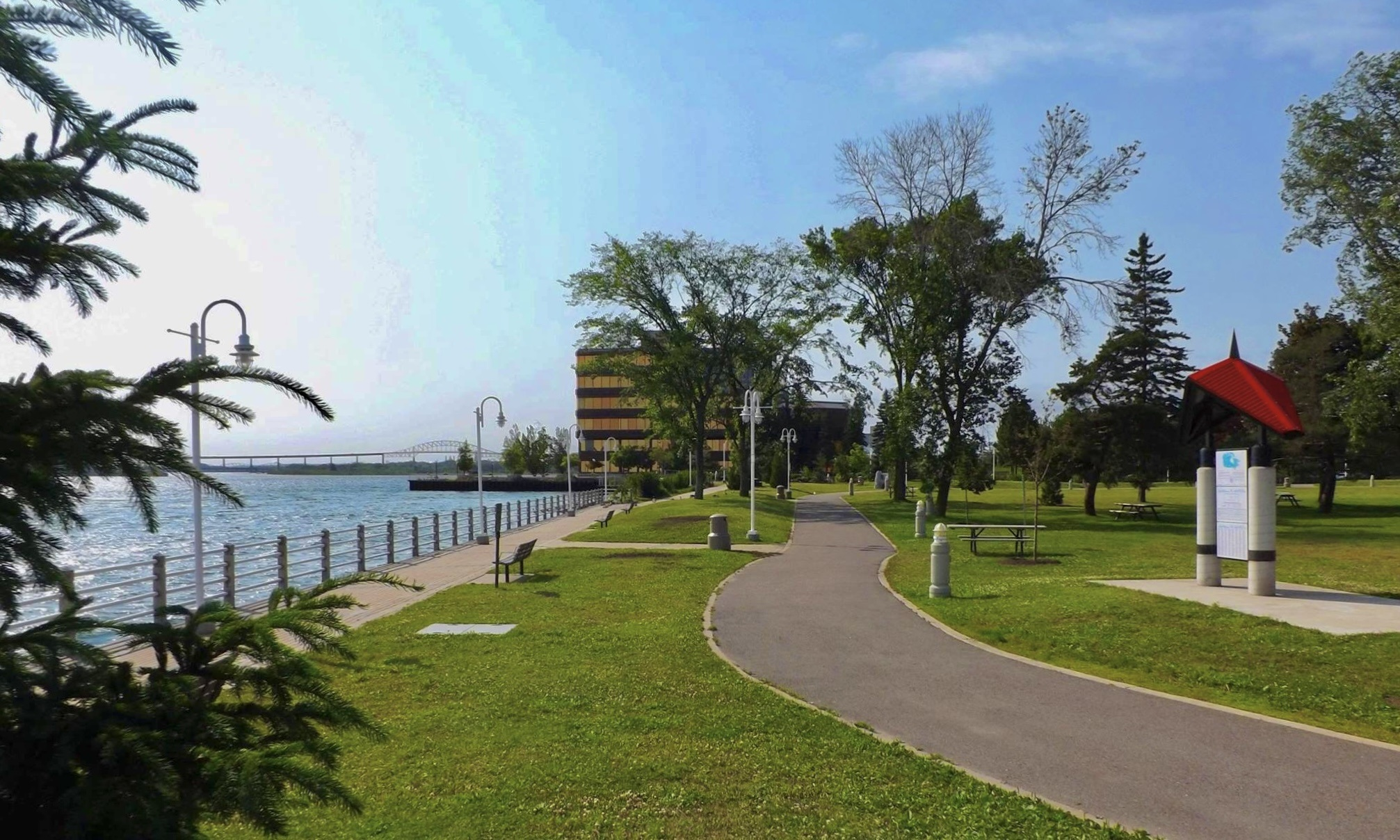
Promenade du parc Clergue.

Le nombre de canotiers passe de 309 (1675) à 1 527 (1755) dans les pays d’en haut, puis le nombre de livres de fourrures exportées de 102 000 à 488 000. L’intensification du commerce encourage vagabondage des coureurs, le trafic de l’eau-de-vie et le mélange des ethnies. « L’hospitalité et la coopération » des groupes autochtones, selon Jaenen, s’avère « indispensable au succès, à la survie même, de toute activité française dans la région » où « les décisions économiques et politiques » viennent toujours de « l’extérieur du territoire en question » . La Guerre de Succession d’Autriche (1744-1748) entraine une augmentation de dépenses pour créer une série de forts dans l’intérieur, formant un cordon qui retient les Britanniques sur la côte de l’Atlantique. Louis Le Gardeur de Repentigny arrive au Sault en 1751 pour prendre possession d’une des rares seigneuries créée dans le pays d’en haut, Sault-Sainte-Marie, qui lui a été accordée, ainsi qu’à Louis de Bonne. Repentigny y fait construire un petit fort, ériger trois bâtisses et transporter du bétail de Michilimackinac. C’est là où s’installe un premier fermier, Jean-Baptiste Cadotte, sur une petite clairière près du fort. Lorsque Repentigny quitte la seigneurie en 1755 pour participer à une guerre contre les Britanniques, Cadotte et sa conjointe ojibwée se voient confier la charge de la seigneurie. Cadotte administre la ferme, fait du commerce et parvient à convaincre des Ojibwés du Sault à rester neutres lors de l’attaque de leurs confrères contre la garnison britannique, installée à Michilimackinac en 1763. Les héritiers de Cadotte continuent de voir la seigneurie au Sault-Sainte-Marie comme étant la leur.
Au Sault, on mise sur la pêche comme source de nourriture pour les commerçants de fourrures et creuse un premier canal de 12 mètres, en aval des rapides en 1798, pour faciliter le déplacement des canots et des bateaux pour ce dénivèlement de 7 mètres entre les lacs Huron et Supérieur. Pendant la Guerre de 1812 entre le Royaume-Uni et les États-Unis, le 21 juillet 1814, l’écluse en bois est détruite, puis l’essentiel des installations de Sault-Sainte-Marie est la proie des flammes. On retrouve à ce moment à l’île Drummond « une population catholique d’environ 500 personnes, dont la plupart [sont] des voyageurs canadiens unis à des autochtones ».
La frontière internationale est fixée sur la rivière Sainte-Marie en 1822, moment qui prive les voyageurs canadiens d’un marché. C’est selon Jaenen le déclin de la traite des fourrures dans les années 1820 qui marque « la fin d’une époque d’ancien régime », tant sur le plan politique que culturel. « Habitués à se trouver minoritaires parmi les autochtones, les francophones devront à l’avenir s’habituer de plus en plus à s’accommoder avec une majorité anglophone». L’agent des Affaires indiennes, en 1823, compte environ 900 francophones, femmes autochtones et enfants métis, sur la rive nord du lac Huron. La construction d’une base navale à Penetanguishene en 1814 et la mise en poste de Canadiens membres des Voltigeurs y font croitre la population francophone à 220 en 1821. Suivant la conclusion de la frontière américaine, plusieurs métis quittent Michilimackinac avec les Jésuites, en 1828, pour s’établir à Penetanguishene.
Il demeure difficile de mesurer l’importance de Bawating et de cette communauté hétérogène dans l’histoire franco-ontarienne. Les historiens Alan Knight et Janet Chute précisent :
"The Métis community dwelling near the St. Mary’s River rapids (Sault Ste. Marie) was not born out of cultural chaos but rather in relationships fostered and nurtured over two hundred years of prior occupation. During the French era, métissage left a lasting stamp on Native society. Individual Métis, raised within or otherwise still attached to the Native community, were unusually cognizant of their mixed ancestry."
Les historiens Victor Lytwyn et Karl Hele soulignent comment les « Bois brûlés » de Bawating ont maintenu des rapports commerciaux et familiaux sur les deux rives au début du xixe siècle et qu’ils se sont identifiés avec le massacre de la bataille de la Grenouillère (Seven Oaks) en 1816, moment fondateur de l’identité métisse dans l’Ouest, tout en vivant sur des lots de style seigneurial, maintenant une pratique religieuse catholique et parlant le michif ou le français. Comme la famille de Louis Riel, celle des Cadotte de Bawating envoie ses enfants étudier dans les collèges franco-catholiques de Montréal et plusieurs fils deviennent des commerçants et des interprètes pour l’American Fur Trade Company. Les autorités britanniques les considèrent des Autochtones jusqu’en 1836, quand le Haut-Canada leur paie des moments forfaitaires en échange pour l’annulation de leur statut. Il faudra attendre l’arrêt Powley (2003) à la Cour suprême du Canada pour reconnaître des droits de pêche et de chasse aux « Bois brûlés » de Garden River.
Au Sault, un canal de 35 mètres est construit du côté américain du Sault en 1855 pour faire circuler les cargaisons de céréales et de fer, provenant des mines de la péninsule du Keeweenaw. Une deuxième écluse sera ouverte du côté canadien seulement en 1895.
Bien qu’on attribuera à la colonie du Détroit, fondée en 1701, le titre de plus ancienne communauté française permanente dans ce qui deviendra l’Ontario, en partie parce que c’est à l’Assomption où a vu le jour une première paroisse française (1767) et une première école de langue française (1786), il serait peut-être plus précis de citer en exemple Sainte-Marie-du-Sault et Bawating.
Malgré les promesses de Robinson, les signataires ne bénéficieront pas beaucoup de l’extraction des ressources. À partir de 1874, les annuités sont passées à 4$ par personne et n’augmenteront plus (Un recours judiciaire sera intenté en 2019 pour obtenir du gouvernement une augmentation, mais aussi une indemnisation rétroactive.) La mise en œuvre de la Loi sur les Indiens (1876) et l’Indian Lands Act (1924) réduiront la portée des traités. Les traités et la Loi sur les Indiens fournissent la base légale pour l’occupation et l’exploitation des ressources naturelles et la ségrégation des communautés autochtones. La présence grandissante de Protestants du Sud ontarien mène à la formation de la ville de Sault-Sainte-Marie en 1871 et à une augmentation de la discrimination contre les canadiens-français catholiques et les métis francophones. Si les métis occupent 60% des terres aux rapides, les arpenteurs de la province ne leur accordent que 16% après avoir redessiné arbitrairement le plan de ville. Certains acceptent de vivre avec les Anichinabés de la réserve de Garden River, tandis que d’autres se joignent à la petite communauté canadienne-française, concentrée dans la banlieue de Steelton, établie suivant l’ouverture du complexe industriel, au centre duquel se trouve l’aciérie Algoma Steel (1901). Alan Knight et Janet Chute affirment que les origines métisses de la communauté francophone de Sault-Sainte-Marie, ainsi que la langue michif, ne seront pas mises en valeur, comme c’est le cas à la Rivière Rouge au Manitoba. Les « twin Saults » connaîtront une importante expansion, mais la ville ontarienne deviendra quatre fois plus grande que son vis-à-vis du Michigan.
1912, fut l'année de la constitution de la ville.

## Toponyme
Cet endroit se nommait Bawating, ce qui signifie le lieu des rapides chez les Ojibwé, qui utilisaient le site comme lieu de rencontre régional lors de la saison du poisson blanc dans les rapides de la Sainte Marie.
Après la visite d'Étienne Brûlé en 1623, les Français baptisèrent le lieu Sault de Gaston en l'honneur de Gaston de France, frère du roi Louis XIII. En 1668, les missionnaires Jésuites français le rebaptisèrent Sault Sainte Marie, et s'installèrent sur ce qui est aujourd'hui Sault Ste. Marie, sur la rive sud la rivière.

## Démographie
Sault-Sainte-Marie a subi une décroissance depuis le début des années 1990, où sa population s'élevait autour de 84 000 habitants.
La ville est devenue majoritairement anglophone en 1860. Une faible minorité francophone, d'environ 2,7%, subsiste.
| 2001   | 2006   | 2011   | 2016   |
| ------ | ------ | ------ | ------ |
| 74 566 | 74 948 | 75 141 | 73 368 |

## Économie
Sault-Sainte-Marie est un lieu de passage important sur la liaison entre le lac Supérieur et le fleuve Saint-Laurent. Le Canal de Sault-Sainte-Marie, construit en 1895, doté d'une écluse de 274 m, a permis le passage de bateaux de type « UpperLaker » (vraquier des Grands Lacs).

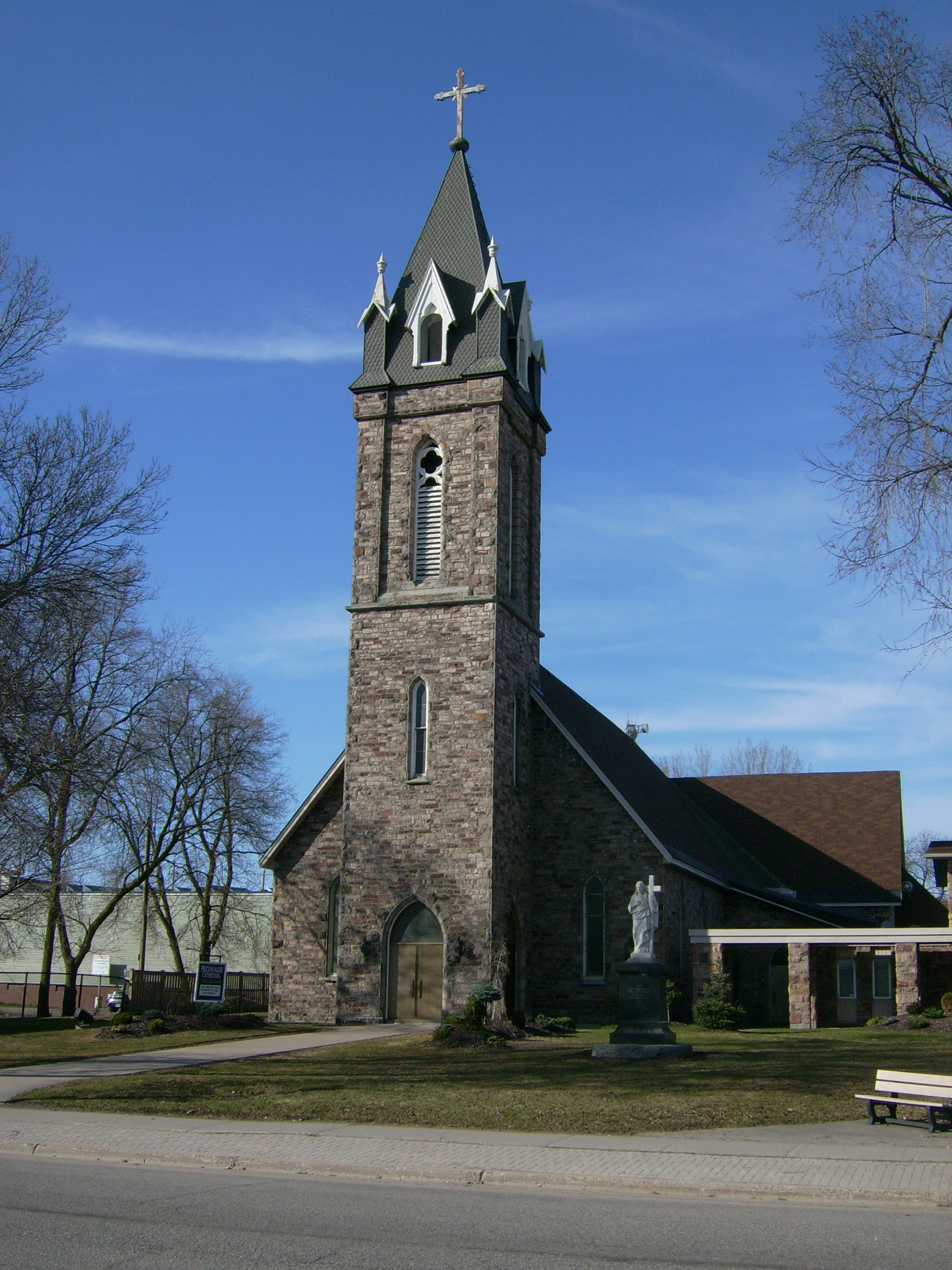
Cathédrale du Précieux-Sang de Sault-Sainte-Marie.

## Évêché
- Diocèse de Sault-Ste-Marie
- Cathédrale du Précieux-Sang de Sault-Ste-Marie

## Sport
Au hockey junior, y évoluent les Greyhounds de Sault-Sainte-Marie où notamment Ron Francis, originaire de cette ville et ancien joueur de la LNH y a joué à ses débuts en catégorie junior en LHO.

## Personnalités
Plusieurs joueurs de hockey, membres du temple de la renommée, y sont nés :
- Ron Francis ;
- Phil Esposito ;
- Tony Esposito ;
- Ainsi que l'ancien gardien Marty Turco .

### Articles liés
- Sault Ste. Marie (Michigan)
- R. c. Sault Ste-Marie